# Jonny Quinn
Jonathan Graham "Jonny" Quinn é um baterista irlandês. Ele é popularmente conhecido por ter sido o baterista do Snow Patrol até 2023. Seus trabalhos anteriores com uma grande variedade de bandas fez ele ser descrito como "o melhor baterista irlandês".
Jonny é sobrinho de Patricia Quinn, que estreou como Magenta na cultura clássica The Rocky Horror Picture Show.
Ele está com o Snow Patrol desde seu primeiro álbum de lançamento, Songs for Polarbears.
Jonny quebrou seu braço em um acidente de snowboard e ficou incapacitado de tocar em shows durante a turnê de Eyes Open. Baterista irlandês, e melhor amigo da banda, Graham Hopkins ficou no lugar de Jonny enquanto ele estava repousando. Hopkins foi na turnê pela Europa, Austrália, Nova Zelândia e Estados Unidos por 3 meses até Quinn se recuperar totalmente.
Ele propôs se casar com sua namorada no show de volta em Ward Park em 2007.
Em 1º de Setembro de 2023, a banda anunciou a saída do baterista, junto com o baixista Paul Wilson.